# Alberto Orlando
Alberto Orlando (Roma, 27 settembre 1938) è un ex calciatore italiano, di ruolo attaccante.

## Caratteristiche tecniche
Giocò principalmente come centravanti o, in alcune occasioni, come ala destra. Abile a tirare con entrambi i piedi, vantava una elevata velocità negli scatti palla al piede.

## Carriera

### Club

#### Roma e Messina
Cresciuto nelle giovanili della Roma, con cui fu già molto prolifico nelle formazioni giovanili e nel 1957, sotto la guida di Masetti, fu eletto miglior giocatore al torneo giovanile di Sanremo, esordì in prima squadra contro l'Alessandria in Serie A nella stagione 1957-1958: l'utilizzo del giocatore venne imposto dalla dirigenza all'allenatore Alec Stock, provocandone le dimissioni e la sostituzione con Gunnar Nordahl. A fine campionato contò 6 presenze e una rete, realizzata nella sfida interna con l'Alessandria.
Ceduto in prestito la stagione successiva al Messina in Serie B, andò a segno 17 volte nel corso del torneo cadetto, risultando il vicecapocannoniere del torneo, superato solo dal palermitano Santiago Vernazza. Nell'estate 1959 rientrò quindi alla società giallorossa, restandoci fino al 1964. La Roma acquistò poi negli anni altri attaccanti come Pedro Manfredini e Antonio Valentín Angelillo, e Orlando venne progressivamente spostato dal ruolo di punta centrale a quello di ala. Durante la militanza capitolina Orlando riuscì a conquistare da titolare, nel 1961, una Coppa delle Fiere. Al termine dell'annata 1963-1964, chiusa dalla Roma ai margini della zona retrocessione, con 8 reti, suo massimo bottino stagionale in giallorosso, fu il miglior realizzatore della squadra.

#### Fiorentina
Nell'estate del 1964 la Roma lo cedette alla Fiorentina. Nell'unica sua stagione in maglia viola, schierato nuovamente da centravanti, Orlando ottenne risultati positivi, tanto da essere giudicato quinto miglior giocatore e miglior centravanti dell'anno dal settimanale Il calcio e il ciclismo illustrato, realizzando 17 reti in campionato e facendo suo il titolo di capocannoniere in coabitazione con Sandro Mazzola – passeranno esattamente trent'anni prima che un calciatore della Fiorentina, Gabriel Batistuta, riconquisti tale primato –, trascinando la squadra al quarto posto in classifica nonché alla finale di Coppa Mitropa.

#### Torino, Napoli e SPAL

Orlando (in piedi, secondo da destra) nel Torino del 1965-1966

Nel 1965 passò al Torino, mettendo a segno 5 reti. I granata conclusero la stagione nella parte bassa della classifica, non lontano dalla zona retrocessione, sicché nell'estate 1966 venne ceduto al Napoli, dove giocò in attacco con José Altafini e Omar Sívori (l'anno successivo con Paolo Barison al posto dell'argentino), andando a comporre una linea offensiva di primo livello.
Sotto al Vesuvio Orlando disputò due stagioni schierato da ala destra, segnando 11 reti complessive in due annate e contribuendo al secondo posto nella stagione 1967-1968, miglior risultato della storia partenopea fino ad allora. Nell'annata 1968-1969 Orlando scese in Serie B, tra le file della SPAL appena retrocessa. Nella squadra del presidente Paolo Mazza, a causa di un infortunio al ginocchio, disputò appena 6 partite, con la formazione ferrarese che subì la seconda retrocessione consecutiva. Alla fine di quel campionato, all'età di trentuno anni, abbandonò l'attività agonistica.

### Nazionale

Orlando, assieme al CT Fabbri e ai compagni di Nazionale Maldini, Pascutti, Fogli e Sormani, si porta via il pallone al termine di Italia-Turchia (6-0) del 2 dicembre 1962, in cui all'esordio in azzurro siglò una quaterna

Nel 1962 raggiunse per la prima volta la maglia azzurra della Nazionale maggiore. L'esordio avvenne nell'incontro disputato a Bologna contro la Turchia il 2 dicembre 1962 e valido per le qualificazioni al campionato europeo di calcio 1964, con Orlando che realizzò una quaterna nel complessivo 6-0 indossando la maglia numero 7. Schierato anche nella sfida di ritorno, venne poi accantonato temporaneamente prima di ritornare a vestire l'azzurro nel 1965, totalizzando altre tre presenze in quella primavera, in occasione di due amichevoli e di un incontro di qualificazione ai Mondiali del 1966.

### Direttore tecnico
Nel campionato di Serie A femminile 1972, gli viene chiesto di affiancare Antonino Sicilia alla guida dell'UPIM Piazza Università, la squadra di Catania che è ultima in classifica dopo tre sconfitte in tre giornate. È nominato ufficialmente direttore tecnico della squadra. Pur non presente fisicamente, Orlando esordisce con una vittoria nella prima gara sulla Salernitana. Tuttavia la squadra non migliora, chiudendo ultima in graduatoria e salvandosi allo spareggio contro la Robert.

## Statistiche

### Presenze e reti nei club
| Stagione        | Squadra         | Campionato      | Campionato | Campionato | Campionato |
| Stagione        | Squadra         | Comp            | Pres       | Reti       |            |
| --------------- | --------------- | --------------- | ---------- | ---------- | ---------- |
| 1957-1958       | Roma            | A               | 6          | 1          |            |
| 1958-1959       | Messina         | B               | 30         | 17         |            |
| 1959-1960       | Roma            | A               | 24         | 4          |            |
| 1960-1961       | Roma            | A               | 20         | 7          |            |
| 1961-1962       | Roma            | A               | 30         | 7          |            |
| 1962-1963       | Roma            | A               | 31         | 8          |            |
| 1963-1964       | Roma            | A               | 31         | 7          |            |
| Totale Roma     | Totale Roma     | Totale Roma     | 142        | 34         |            |
| 1964-1965       | Fiorentina      | A               | 32         | 17         |            |
| 1965-1966       | Torino          | A               | 25         | 5          |            |
| 1966-1967       | Napoli          | A               | 33         | 7          |            |
| 1967-1968       | Napoli          | A               | 27         | 4          |            |
| Totale Napoli   | Totale Napoli   | Totale Napoli   | 60         | 11         |            |
| 1968-1969       | SPAL            | B               | 6          | 0          |            |
| Totale carriera | Totale carriera | Totale carriera | 295        | 84         |            |

### Cronologia presenze e reti in nazionale
| Cronologia completa delle presenze e delle reti in nazionale ― Italia | Cronologia completa delle presenze e delle reti in nazionale ― Italia | Cronologia completa delle presenze e delle reti in nazionale ― Italia | Cronologia completa delle presenze e delle reti in nazionale ― Italia | Cronologia completa delle presenze e delle reti in nazionale ― Italia | Cronologia completa delle presenze e delle reti in nazionale ― Italia | Cronologia completa delle presenze e delle reti in nazionale ― Italia | Cronologia completa delle presenze e delle reti in nazionale ― Italia |
| Data                                                                  | Città                                                                 | In casa                                                               | Risultato                                                             | Ospiti                                                                | Competizione                                                          | Reti                                                                  | Note                                                                  |
| --------------------------------------------------------------------- | --------------------------------------------------------------------- | --------------------------------------------------------------------- | --------------------------------------------------------------------- | --------------------------------------------------------------------- | --------------------------------------------------------------------- | --------------------------------------------------------------------- | --------------------------------------------------------------------- |
| 2-12-1962                                                             | Bologna                                                               | Italia                                                                | 6 – 0                                                                 | Turchia                                                               | Qual. Euro 1964                                                       | 4                                                                     |                                                                       |
| 27-3-1963                                                             | Istanbul                                                              | Turchia                                                               | 0 – 1                                                                 | Italia                                                                | Qual. Euro 1964                                                       | -                                                                     |                                                                       |
| 13-3-1965                                                             | Amburgo                                                               | Germania Ovest                                                        | 1 – 1                                                                 | Italia                                                                | Amichevole                                                            | -                                                                     |                                                                       |
| 18-4-1965                                                             | Varsavia                                                              | Polonia                                                               | 0 – 0                                                                 | Italia                                                                | Qual. Mondiali 1966                                                   | -                                                                     |                                                                       |
| 1-5-1965                                                              | Firenze                                                               | Italia                                                                | 4 – 1                                                                 | Galles                                                                | Amichevole                                                            | -                                                                     | 46’                                                                   |
| Totale                                                                |                                                                       | Presenze                                                              | 5                                                                     |                                                                       | Reti                                                                  | 4                                                                     |                                                                       |

### Record
- È uno dei sei calciatori (con Gigi Riva, Roberto Bettega, Francesco Pernigo, Omar Sívori e Carlo Biagi) ad aver segnato una quaterna con la maglia della Nazionale italiana.[10] È inoltre l'unico calciatore, insieme a Pernigo, ad avere segnato una quaterna nella sua partita d'esordio con la Nazionale.

## Palmarès

### Club

#### Competizioni giovanili
- Torneo Internazionale Sanremo: 1

Roma: 1957

#### Competizioni nazionali
- Coppa Italia: 1

Roma: 1963-1964

#### Competizioni internazionali
- Coppa delle Fiere: 1

Roma: 1960-1961

### Individuale
- Capocannoniere della Serie A: 1

1964-1965 (17 gol, ex aequo con Sandro Mazzola)